# Shelley Hennig

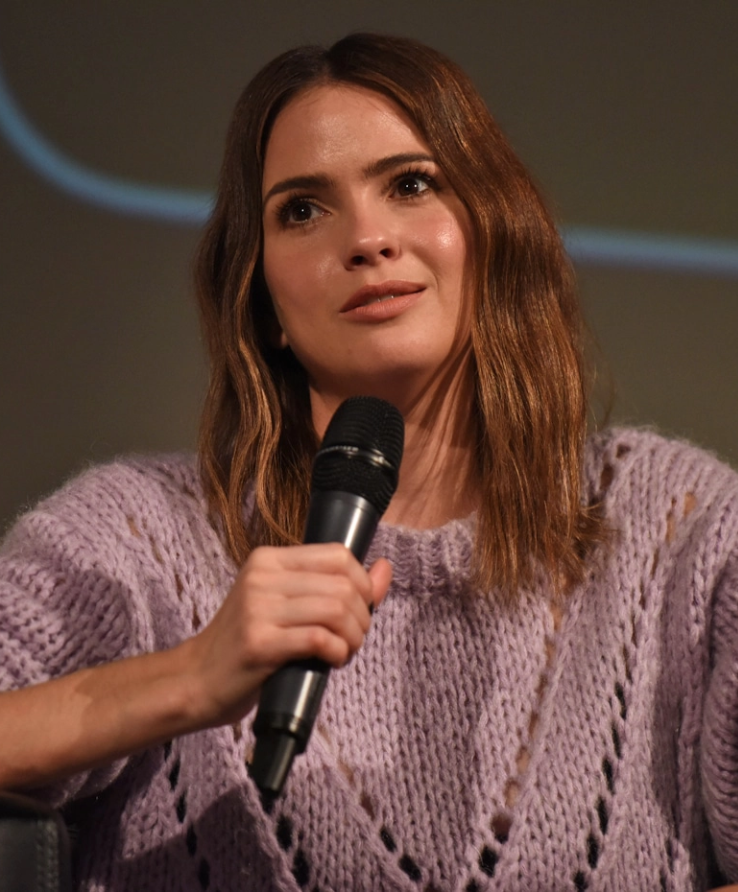
Shelley Hennig (2019)

Shelley Catherine Hennig (* 2. Januar 1987 in Destrehan, Louisiana) ist eine US-amerikanische Schönheitskönigin und Schauspielerin. Nachdem sie im Jahre 2004 die Wahl zur Miss Louisiana Teen USA und zur Miss Teen USA gewonnen hatte, startete sie knapp drei Jahre später eine Karriere als Schauspielerin, wobei sie von 2007 bis 2011 in über 400 Episoden der Langzeit-Seifenoper Zeit der Sehnsucht zu sehen war.

## Leben und Karriere

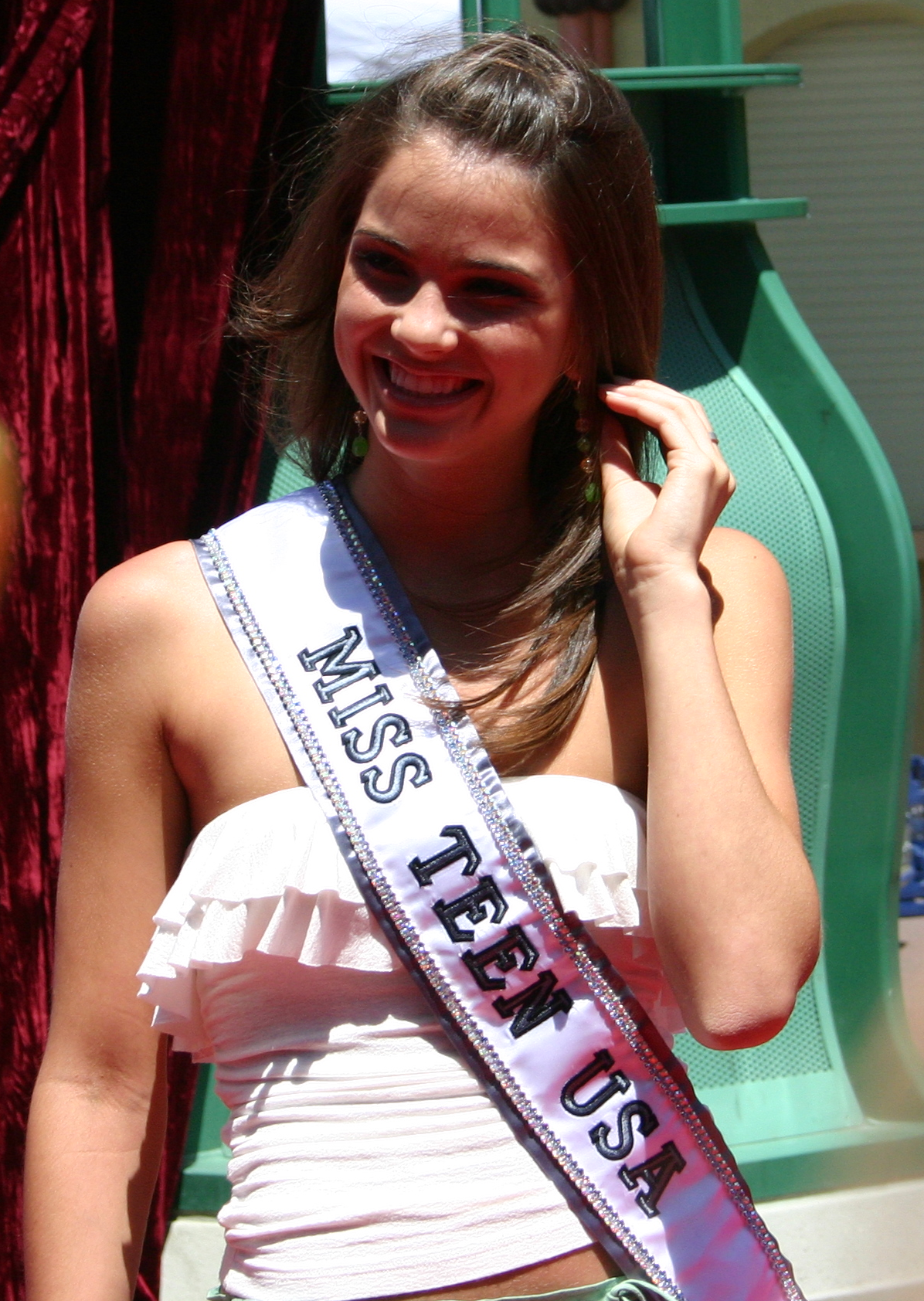
Hennig bei der Premiere von Plötzlich Prinzessin im August 2004

Ihre Schulausbildung genoss die im CDP Destrehan im US-Bundesstaat Louisiana geborene Hennig beinahe ausschließlich in ihrer Heimatstadt, wo sie auch die Destrehan High School besuchte. Dort wurde die begeisterte Tänzerin, die bereits viele Preise gewonnen hat, zum „Academic Excellence Student“ ausgezeichnet. Des Weiteren schrieb sie vor allem in ihrer Jugend Gedichte, wovon zwei im Young Authors Book of Poetry abgedruckt wurden. Im Jahre 2001 starb einer ihrer älteren Brüder bei einem Vorfall mit Trunkenheit am Steuer, woraufhin sich Shelley Hennig als Verfechterin gegen den Alkoholkonsum von Minderjährigen engagierte. So arbeitete sie mit zahlreichen lokalen Organisationen in Louisiana zusammen und beriet dort Gleichaltrige und andere Jugendliche über dies Auswirkungen und Konsequenzen des Drogen- und Alkoholkonsums. Im November 2003 gewann Hennig schließlich die Wahl zur Miss Teen Louisiana USA in Lafayette, Louisiana und qualifizierte sich dadurch für die Wahl zur Miss Teen USA im darauffolgenden August in Palmsprings, Kalifornien. Beim anschließenden Bewerb wurde sie vor ihren 50 Mitstreiterinnen mit dem begehrten Titel ausgezeichnet. Dabei war sie die erste Gewinnerin dieses Schönheitswettbewerbs aus dem Bundesstaat Louisiana und zugleich die erste Gewinnerin eines nationalen Schönheitswettbewerbs aus Louisiana nach Ali Landry, die im Jahre 1996 zur Miss USA gewählt wurde. Mit dem Gewinn der Bewerbs verbunden war auch ein Einjahresvertrag mit dem Trump Model Management, einer 1999 gegründeten Modelagentur des US-Milliardärs Donald Trump, sowie ein 45.000-$-Stipendium des New York Conservatory for Dramatic Arts, der ehemaligen School for Film and Television, an der 19. Straße in Manhattan. Weitere inkludierte Dinge waren auch ein Model-Portfolio mit dem Starfotografin Fadil Berisha, ein kostenloses professionelles PR-Training, sowie ein ganzes Jahresgehalt. Außerdem beinhaltete ihr Gewinn auch noch einen Gastauftritt in der Seifenoper Passions. Die Schwestern-Titelhalter von Shelley Hennig, die danach die Miss Universe Organization vertrat, waren die australische Miss Universe Jennifer Hawkins und die aus Missouri stammende Miss USA Shandi Finnessey, mit denen sie auch zusammen um die Welt tourte und dabei auch an einem Trip nach Bangkok teilnahm.
Während der Zeit ihrer Regentschaft arbeitete sie mit verschiedenen Non-Profit-Organisationen wie Seeds of Peace, D.A.R.E., Sparrow Clubs und SHiNE zusammen und wurde als Gast in diversen Fernsehinterviews und Talkshows eingeladen. Ihre Regentschaft endete mit dem 8. August 2005, der Wahl zur neuen Miss Teen USA, Allie LaForce, aus Ohio. Bald nach dem Ende ihrer Karriere als Miss Teen USA nahm Hennig an The Reality Show von MTV teil, wo sie versuchte zu ihrer eigenen Show mit dem Namen After the Crown zu kommen, jedoch im Laufe der Show ausschied. Bei der Wahl zur Miss Teen USA 2008 trat Shelley Hennig zusammen mit Seth Goldman als Host in Erscheinung, wobei Stevi Perry aus Arkansas als Siegerin hervorging.
Im Jahre 2007 schaffte es die ehemalige Schönheitskönigin in den Cast der seit 1965 laufenden Seifenoper Zeit der Sehnsucht, wo sie die Rolle der Stephanie Johnson, die zuvor bereits von 2006 bis 2007 von Shayna Rose und Anfang der 1990er von Amanda und Jessica Gunnarson gespielt wurde, übernahm. Für ihre Rolle, die sie bis 2011 innehatte und dabei in knapp 500 verschiedenen Episoden eingesetzt wurde, wurde sie im Jahre 2010 für einen Daytime Emmy nominiert, konnte den Preis schlussendlich allerdings nicht gewinnen und musste sich Julie Marie Berman von General Hospital geschlagen geben. Im Januar 2011 gab sie bekannt, sich aus der langjährigen Seifenoper zurückziehen zu wollen; ihr letzter Drehtag war schließlich am 2. Februar 2011.
Von September 2011 bis Mai 2012 war sie als Diana Meade in der The-CW-Serie The Secret Circle zu sehen. Danach hatte sie einen Gastauftritt in Justified sowie eine Nebenrolle in Zach Stone Is Gonna Be Famous. Im Januar 2014 übernahm sie eine Rolle in der MTV-Fernsehserie Teen Wolf. Zunächst war sie dort Nebendarstellerin und wurde später in die Hauptbesetzung aufgenommen. Im Herbst 2014 war sie an der Seite von Daren Kagasoff und Douglas Smith in dem Horrorfilm Ouija – Spiel nicht mit dem Teufel zu sehen.

## Filmografie
- 2004: Passions (Fernsehserie, Episode 1x1313)
- 2007–2011, 2017: Zeit der Sehnsucht (Days of Our Lives, Fernsehserie, 468 Episoden)
- 2011–2012: The Secret Circle (Fernsehserie, 22 Episoden)
- 2013: Justified (Fernsehserie, Episode 4x07)
- 2013: Zach Stone Is Gonna Be Famous (Fernsehserie, 4 Episoden)
- 2014: Blue Bloods – Crime Scene New York (Blue Bloods, Fernsehserie, Episode 4x16)
- 2014: Friends with Better Lives (Fernsehserie, Episode 1x06)
- 2014: Unknown User (Unfriended)
- 2014: Ouija – Spiel nicht mit dem Teufel (Ouija)
- 2014–2017: Teen Wolf (Fernsehserie, 55 Episoden)
- 2015: About Scout
- 2016: Summer of 8
- 2017: Roman J. Israel, Esq. – Die Wahrheit und nichts als die Wahrheit (Roman J. Israel, Esq.)
- 2018: Liberty Crossing (Fernsehserie, 8 Episoden)
- 2018: When We First Met
- 2018: The After Party
- 2018: False Profits (Fernsehfilm)
- 2019: Dollface (Fernsehserie, 3 Episoden)
- 2021: Mythic Quest: Raven’s Banquet (Fernsehserie, 2 Episoden)
- 2021: The Woman in the House Across the Street from the Girl in the Window (Fernsehserie, 6 Episoden)
- 2022: Gatlopp
- 2023: Teen Wolf: The Movie
- 2023: The List
- 2023: Völlig zerstört (Obliterated, Fernsehserie, 8 Episoden)
- 2024: The Last Girl (Cult Killer)
- 2024: Fluxx

## Nominierungen
- 2010: Daytime Emmy in der Kategorie „Outstanding Younger Actress In A Drama Series“ für ihr Engagement in Zeit der Sehnsucht[6]